# Ariane Michel
 (juillet 2009).
Si vous disposez d'ouvrages ou d'articles de référence ou si vous connaissez des sites web de qualité traitant du thème abordé ici, merci de compléter l'article en donnant les références utiles à sa vérifiabilité et en les liant à la section « Notes et références ».
Ariane Michel, née à Paris en 1973 est une artiste et cinéaste française. 
Que ce soit par le biais d'installations, de performances ou de dispositifs plus cinématographiques, le travail d'Ariane Michel, utilisant le plus souvent la vidéo, se retrouve dans la création récurrente d'expériences sensorielles.

## Biographie
Elle est la fille de la créatrice de mode Agnès Troublé et du publicitaire Philippe Michel.
Ariane Michel est diplômée de l'École nationale supérieure des arts décoratifs (Paris). Son travail circule dans le champ de l’art et dans celui du cinéma, du Musée d'art moderne de la ville de Paris au FIDMarseille, du MoMA (New York) au festival de Locarno.
Son long métrage Les Hommes, Grand Prix de la compétition française au FIDMarseille 2006, est sorti dans les salles françaises en 2008, et en DVD en 2010.
En prenant la direction du centre d'art rennais La Criée, en 2013, Sophie Kaplan, s'inspirant du triptyque poétique Courir les Rues, Battre la campagne, Fendre les Flots de Raymond Queneau, confie à trois artistes le soin de participer à la programmation du centre d'art pendant une année. Ariane Michel est la troisième artiste invitée, à la suite de Jan Kopp (Courir les rues) et Yves Chaudouët (Battre la Campagne), pour Fendre les flots.
Elle est représentée par la galerie Jousse Entreprise.

## Sélection d’œuvres
- 2012
  - Tube Safari
- 2010
  - La Ligne du dessus
  - Les Lutétiens
- 2009
  - La Cave Jarkov
  - Le Camp
- 2008
  - Les Oiseaux de Céleste (collaboration avec Céleste Boursier-Mougenot)
- 2007
  - The Screening
- 2006
  - Les Hommes
  - Les yeux ronds
- 2004
  - Rêve de cheval
- 2003
  - Après les pluies

## Expositions

### Expositions personnelles
- 2011
  - Loop Art Fair, Barcelona. Ariane Michel représentée par Jousse Entreprise.
- 2010
  - Paleorama, Fondation d'Entreprise Ricard, Paris[6]
  - La Ligne du Dessus, Espace Croisé, Roubaix
  - Le Camp, Galerie Jousse Entreprise, Paris
- 2009
  - Ariane Michel. Stolac Museum, Stolac, Bosnia
- 2008
  - "The Screening" at agnès b. Gallery, Curated by THE FRENCH MAY, Hong Kong.
- 2007
  - The screening, Jousse Entreprise gallery, Paris
  - The Screening, Art Statement Art Basel 38, Suisse
  - Ariane Michel, ERBA Valence, France
- 2006
  - Amongst us, Atelier du Jeu de Paume, Paris, France.
- 2005
  - Sur la terre, curated by Jean-Pierre Rehm and FIDMarseille, Galerie Où, Marseille, France.
- 2004
  - Rêve de cheval, Espace Croisé, centre d'art contemporain, Roubaix, France.
  - D'ICI-LÀ, curated by Claire Staebler, Miss China Beauty-Room, Paris.

### Expositions de groupe
- 2012
  - Ça & là (This & There) [7] : exposition pour les 10 ans du Pavillon Neuflize OBC. Installation "Tube safari" à la station Concorde [8]
- 2011 
  - Loop Art Fair, Barcelona. galerie Jousse Entreprise.
  - Apartés. Musée d'art moderne de la ville de Paris.
  - Entre Temps Collection du Musée d'art moderne de la ville de Paris Minsheng Museum, Shanghai.
  - Entre Temps - L’artiste narrateur. Coll MAMVP. Musée des Beaux Arts de Taïpeh.
  - Dedans - Dehors. Château de Lacaze, Marmande.
  - Paris et Création. Vitrines Sur l’art. Galeries Lafayette, Paris.
- 2010
  - Nuit Blanche, Paris & Nuit Blanche Gaza, Palestine
  - Exhaustion. The Jerusalem Show, curator: Jack Persekian. Palestine
  - Scavi. Group Show. Curator: Simone Menegoi. CCF, Milano, Italie
  - Biennale de Belleville, Paris
  - Entre Temps. Coll; MAMVP. Loft Project Etaghi, Saint-Pétersbourg
- 2009
  - Étrange familiarité, FIDMarseille, Marseille.
- 2008
  - Observing beast, time, evolution, Art and Science. Kunstverein Hildesheim und Roemer- Paelizaeus Museum, Hildesheim, Allemagne
  - In the cinema, Centro de Memoria, Vila do Conde, Portugal
- 2007
  - L’Atelier du Jeu de Paume, une nouvelle génération d’artistes, Maison d’art Bernard-Anthonioz, Nogent-sur-Marne.
  - Drôles de bêtes !, Salle Bérégovoy, Guyancourt, Yvelines
- 2006,
  - L’Usage du Monde, Rijeka, Croatie
  - Pelouses autorisées, Vidéothèque Mobile Fabrice Gygi, Parc de la Villette / Le Plateau – FRAC Île de France. Paris
- 2005
  - Biennale de l’Image en Mouvement, Genève, Suisse.
  - VOIX OFF, Centre Régional d’Art Contemporain de Sète.
  - Poesia in forma di rosa: tribute to Pasolini, G.A.C. Monfalcone, Italie.
  - Jeunisme 2, FRAC Champagne-Ardenne, Reims.
- 2004
  - Je m’installe aux abattoirs, la collection d’agnès b. Musée des Abattoirs, Toulouse, France.
- 2003
  - Prix Jaune Tonique, espace Paul Ricard, Paris.
  - Free Style, Espace Croisé, centre d’art contemporain, Roubaix
- 2001
  - Drive-in, exposition collective «off» la Biennale de Lyon.
- 1998
  - AR, exposition collective, Galerie CROUS-Beaux Arts, Paris.

### Projections et festivals
- 2008,
  - Les Hommes Sortie Nationale France, Shellac distribution
  - Paradise Now !, Essential french avant-garde cinema, 1890-2008, Tate Modern, Londres
  - Ciné Français, zita / institut culturel français, Stockholm, Suède
  - Soirée Flare / 1 : Les Hommes, Musée Fabre, Montpellier
  - Rencontre avec Ariane Michel. Les temps forts d’Heure Exquise, Palais des Beaux-Arts, Lille
  - Indie lisboa. Lisbon Independent Film Festival, Portugal
- 2007,
  - Locarno Film Festival, Piazza Grande, Special Event, Suisse.
  - Scanners. Lincoln Center, New York.
  - Documentary fortnight expanded, Museum of Modern Art, New York
  - Cinema of the future, International film Festival Rotterdam, Pays-Bas
  - Indie lisboa. Lisbon Independent Film Festivall, Portugal
  - Vancouver Intl Film Festival, Section “Climate for change“.
- 2006,
  - Le documentaire: une tendance de la vidéo française contemporaine, Guggenheim Bilbao, Espagne
  - Doc. sur Grand Ecran / Carte blanche aux Cahiers du Cinéma. Cinéma des Cinéastes. Paris
  - Rencontres Int. du Documentaire de Bogota, Colombie.
  - Demain dès l’aube / Point ligneplan. Centre Pompidou. Paris
  - Festival international du documentaire de Marseille. (Grand Prix de la Compétition Française)
  - L’Autre Ecran. Paris.
  - Desert Nights Festival, Sous l’égide des Nations unies (UNCCD), Rome, Italie.
  - Indie lisboa Lisbon Independent Film Festival, Portugal.
- 2005, 
  - Festival international du documentaire et du court-métrage de Bilbao (Zinebi), compétition officielle. Espagne.
  - Fenêtre sur le court-métrage contemporain, La Cinémathèque française, Paris.
  - Pointligneplan. Cinéma contemporain. MAC/VAL, Vitry-sur-Seine.
  - Festival du film de Locarno, section “in progress“, Suisse.
  - Manifesto, Pointligneplan au cinéma l’Entrepôt, Paris.
  - Alchimicinéma. FRAC Champagne-Ardenne, Reims.
- 2004, 
  - Premieres, Museum of Modern Art, New York
  - Festival du film de Locarno, section “in progress“, Suisse.
  - Festival international du documentaire de Marseille (hors compétition).
  - Missing time, Programme par Laurent Grasso, agnès b. cinéma!, Hong Kong
- 2003,
  - International SASA awards, Catane, Italie
  - Rencontres internationales du cinéma à Paris, Forum des Images.
  - Festival international du documentaire, Marseille, section caméra Nova.
  - One minute before festival, Macao
  - Manifesto, projection Pointligneplan, La Femis, Paris
- 2002,
  - Bliss and whim, programme vidéo, Espace Croisé, Roubaix.
  - Festival Videoformes, Carte blanche à Eric de Neuville, Clermont-Ferrand.